# Raymond Griffith

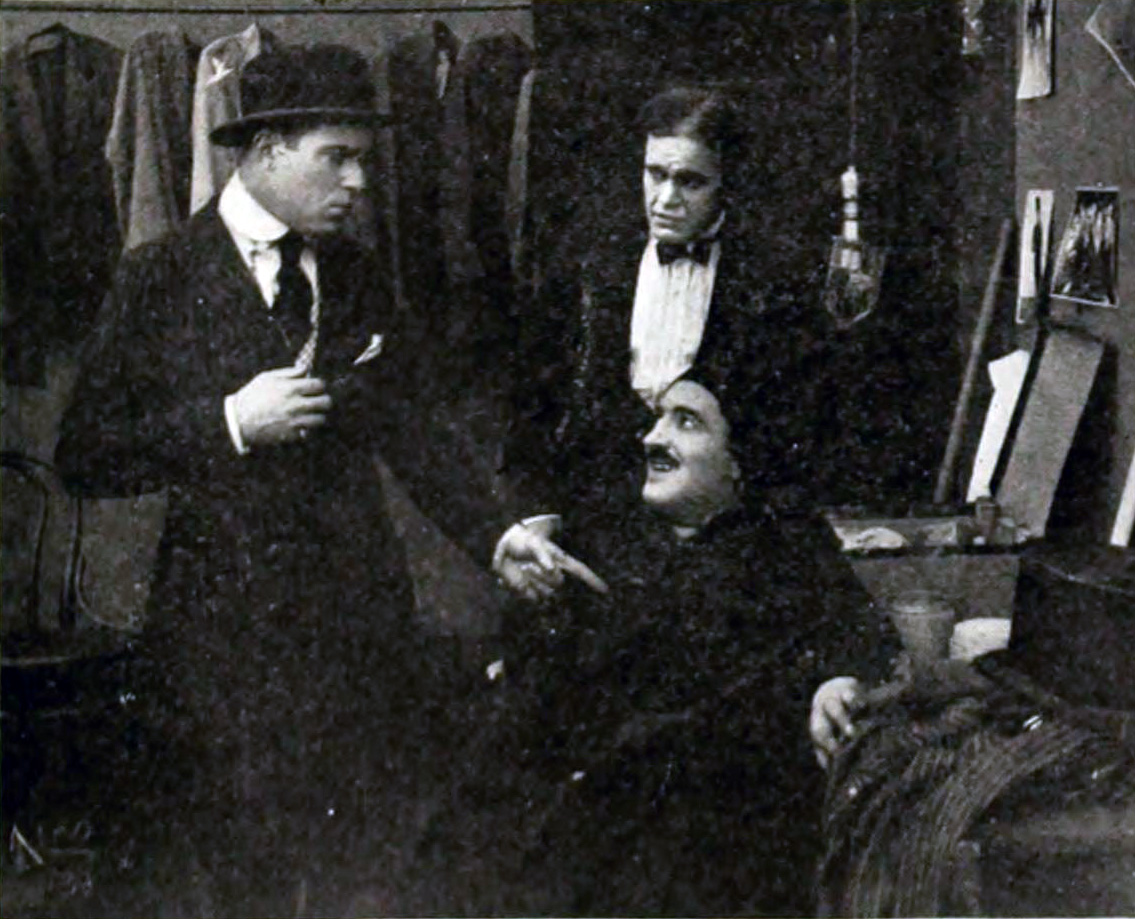
Griffith (sitzend) in How Stars Are Made (1916) von John G. Blystone

Raymond Griffith (* 23. Januar 1895 in Boston, Massachusetts; † 25. November 1957 in Los Angeles, Kalifornien) war ein US-amerikanischer Schauspieler, Komiker, Autor, Regisseur und Filmproduzent. Er gilt als bedeutender, aber vergessener Stummfilmkomödiant. Nach Beginn des Tonfilmes beendete er seine Schauspielkarriere und wurde Produzent für 20th Century Fox.

## Leben und Karriere

### Herkunft und Anfänge
Raymond Griffith wurde in Boston in eine Schauspielerfamilie geboren und stand bereits als Kleinkind auf der Bühne. Im Alter von sieben Jahren war er als Der kleine Lord zu sehen. Er verlor in jungen Jahren einen Teil seiner Stimme, sodass er den Rest seines Lebens nur kaum mehr als flüstern konnte. Griffith selbst sagte, der Verlust der Stimme käme von einem Melodram, in welchem er auf der Bühne hätte laut schreien sollen, was ihm aber plötzlich nicht mehr gelang. Andere Quellen gehen dagegen von den Folgen einer Krankheit aus. Weil er wegen der anhaltenden Stimmprobleme nicht mehr als Theaterschauspieler arbeiten konnte, versuchte sich Griffith beim Zirkus sowie als Tänzer und Tanzlehrer. Er reiste ebenfalls mit einer Gruppe französischer Pantomimen durch Europa und war Mitglied der U.S. Navy für einige Zeit. Nach diesen verschiedenen Engagements ging er 1914 nach Kalifornien und besuchte einen Freund und Schauspieler am Filmset. Als der Regisseur des Filmes Griffith sah, verpflichtete er ihn als Statisten in der Rolle eines mexikanischen Banditen. Eine andere Quelle sagt, er sei mit einer Vaudeville-Truppe nach Kalifornien gereist und dort verpflichtet worden.

### Karriere als Stummfilmkomiker
Im Jahre 1915 drehte Griffith für die L-KO Kompany seine ersten Stummfilme und spielte in zahlreichen Kurzfilm-Komödien. 1916 wechselte er zu den Keystone Studios von Mack Sennett, welche er 1921 für eine Zusammenarbeit mit Marshall Neilan wieder verließ. Ab 1918 drehte er hauptsächlich Langfilme. Griffith versuchte sich nicht nur als Schauspieler, sondern war auch Autor bei etwa 15 Filmen sowie Regisseur von zwei Filmen. Nach seinem Wechsel von Neilan zu Metro-Goldwyn-Mayer begann sein Aufstieg zum Komikerstar mit seinen eigenen Filmen. Seine Komödien enthielten meistens dramatische und traurige Elemente, besaßen viele Slapstick-Gags und ähnelten einer Farce. Wie viele andere Stummfilmkomiker hatten Griffiths Figuren, häufig Detektive oder Reporter mit düsteren Facetten, bestimmte Markenzeichen: einen Zylinder mit weißem Hemd und schwarzer Krawatte sowie häufig einen Gehstock. Bei MGM spielte er auch in düsteren Filmen wie The White Tiger von Tod Browning, in welchem er den Mörder seines Vaters (Wallace Beery) sucht. Er wechselte 1924 zu Paramount Pictures und drehte in diesem und im nächsten Jahr insgesamt 15 Produktionen, was seine produktivste Zeit war. 1926 drehte er seinen erfolgreichsten Film Hands Up! über den amerikanischen Bürgerkrieg, welcher 2005 Aufnahme ins National Film Registry fand.

### Ende seiner Schauspielkarriere und Arbeit als Produzent
Ende der 1920er-Jahre wurde der Tonfilm eingeführt, wobei seine angeschlagene Stimme Griffith zum Ende seiner Karriere als Komikerstar zwang. Er drehte noch zwei – seltsamerweise recht erfolgreiche – Tonfilme im Jahre 1929. Im folgenden Jahr beendete er seine Filmkarriere nach rund 75 Filmen mit einem wenig komischen Auftritt: Im Filmklassiker Im Westen nichts Neues spielte er den von Paul Bäumer (Lew Ayres) verwundeten französischen Soldaten, der langsam vor dessen verzweifelten Augen wegstirbt. Griffith konnte den Auftritt absolvieren, weil seine Figur des französischen Soldaten wegen der Verwundung sowieso nur noch flüstern konnte.
In den 1930er-Jahren arbeitete Griffith als Assistenzproduzent bei der 20th Century Fox. Er wirkte an über 50 Filmen mit, darunter 20.000 Jahre in Sing Sing (1932), Goldgräber von 1933 (1933), Die Elenden (1935), Heidi (1937), Trommeln am Mohawk (1939) und Im Zeichen des Zorro (1940). Nach Im Zeichen des Zorro zog er sich komplett aus der Filmbranche zurück. Griffith war auch an der Auswahl und Zusammenstellung von Filmmaterial über die Expeditionen des US-amerikanischen Polarforschers Richard Evelyn Byrd beteiligt. Zum Dank dafür benannte Byrd den Mount Griffith nach ihm, einen Berg im Transantarktischen Gebirge.

### Tod, Familie und Nachwirkung
Griffith nahm am 25. November 1957 an einem Abendessen im angesehenen Los Angeles’ Masquers Club teil, als er sich an dem Essen verschluckte, keine Luft mehr bekam und folgend an Asphyxie verstarb. Er wurde 62 Jahre alt. Griffith war von 1928 bis zu seinem Tod mit der Schauspielerin Bertha Mann (1893–1967) verheiratet, mit welcher er zwei leibliche Kinder und ein adoptiertes Kind hatte. Er liegt im Forest Lawn Memorial Park in Glendale begraben. Heute besitzt Griffith eine Reputation als großer, aber vergessener Stummfilmkomödiant. Einige seiner Filme sind verschollen und viele Filme wurden immer noch nicht veröffentlicht, sodass die meisten seiner Werke schwer oder gar nicht erreichbar sind.

## Filmografie (Auswahl)
Als Schauspieler
- 1920: Down on the Farm
- 1922: Minnie
- 1923: White Tiger
- 1923: Der Markt der Seelen (Souls for Sale) (Cameo)
- 1924: The Yankee Consul
- 1924: Vertauschte Frauen (Changing Husbands)
- 1924: Die Frau des Kommandeurs (Lily of the Dust)
- 1924: Open All Night
- 1925: Fräulein Blaubart (Miss Bluebeard)
- 1925: Heiraten ist kein Kinderspiel (Forty Winks)
- 1925: Das verschwundene Brillantencollier (Paths to Paradise)
- 1925: Ein Staatskerl (A Regular Fellow)
- 1926: Hands Up!
- 1926: You'd Be Surprised
- 1927: Von Braut zu Braut (Wedding Bills)
- 1929: Trent's Last Case
- 1930: Im Westen nichts Neues (All Quiet on the Western Front)

Als Produzent
- 1932: Badenix (You Said a Mouthful)
- 1933: Der kleine Gangsterkönig (The Little Giant) (Supervisor)
- 1932: Three on a Match